# جوزيف س. برغر
جوزيف س. برغر (بالإنجليزية: Joseph C. Burger)‏ هو ضابط أمريكي، ولد في 11 مايو 1902 في واشنطن العاصمة في الولايات المتحدة، وتوفي في 1 فبراير 1982.